# Ordinamento giudiziario in Italia

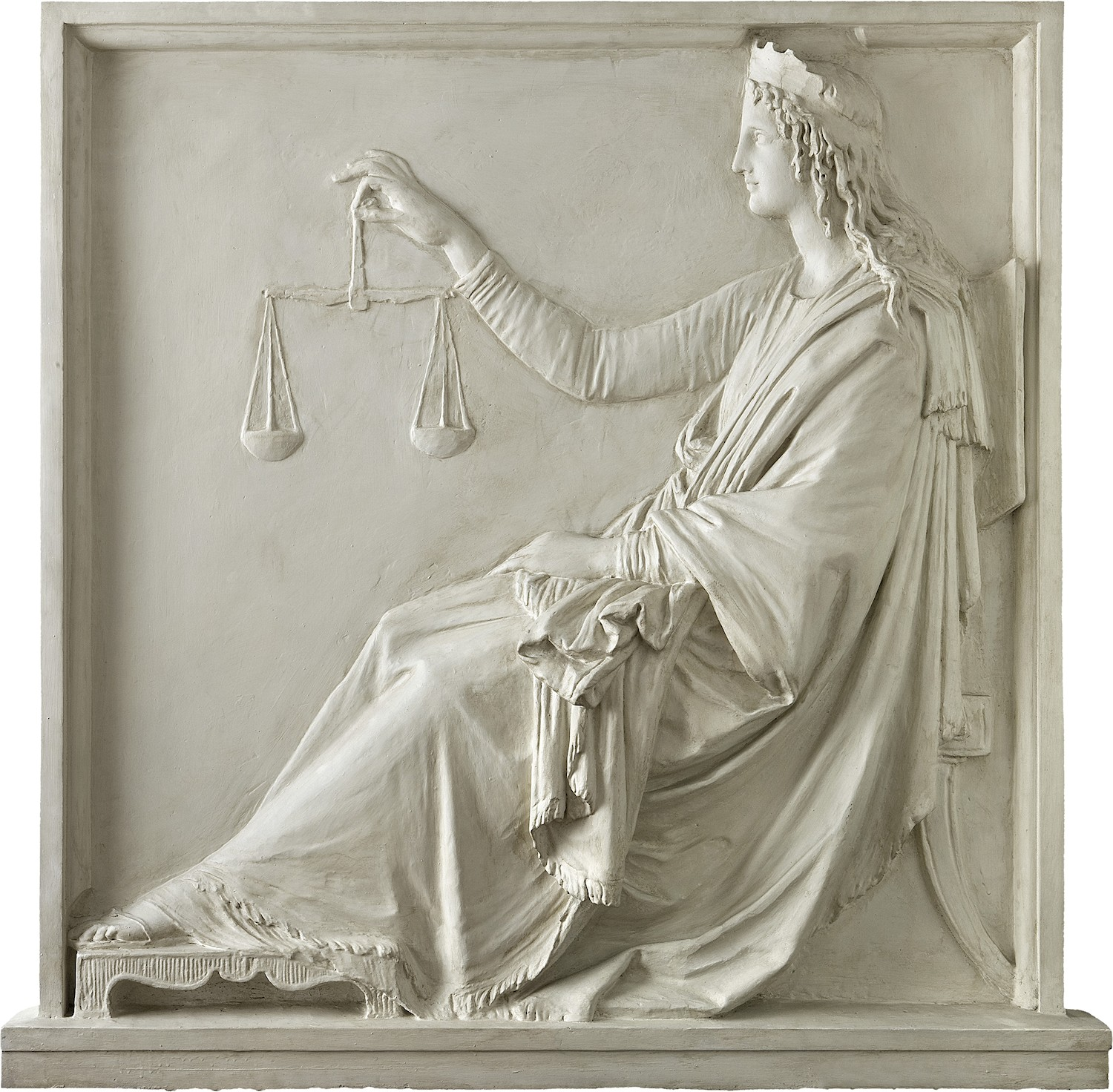
Antonio Canova, Allegoria della Giustizia

L'ordinamento giudiziario in Italia è l'insieme delle norme che regolano la costituzione e il funzionamento di tutti gli organi che esercitano le funzioni giurisdizionali. 
È disciplinato in via generale dal regio decreto 30 gennaio 1941, n. 12, più volte modificato anche al fine di assicurarne la compatibilità con la Costituzione italiana.

## Storia

### Dall'unità d'Italia al ventennio fascista
Per unificare l'ordinamento preunitario, con l'unità d'Italia ci fu un riassetto, ricalcando in gran parte la ripartizione sub-provinciale (circondari o sottoprefetture), estendendo l'applicazione del decreto Rattazzi. Una prima disciplina organica venne varata con la legge 6 dicembre 1865, n. 2626. La nuova norma - che introdusse la corte d'assise - stabiliva l’inamovibilità, nonché le cause di inabilitazione al servizio, ribadendo che per l’utilità del servizio i magistrati potevano essere trasferiti di sede, anche senza il loro consenso, purché a parità di grado. Durante il governo Crispi II vennero emanate norme per modificare l'organizzazione delle circoscrizioni giudiziarie (legge 20 marzo 1890, n. 6702) e modifiche agli stipendi dei magistrati (legge 8 giugno 1890, n. 6878). 
Nel 1907 venne istituito il "Consiglio Superiore della Magistratura" come organo consultivo del Ministero della Giustizia, e nel 1923 furono soppresse le quattro cassazioni "regionali" e furono ridistribuite (a favore del Mezzogiorno) le Corti d'appello. Durante il governo Mussolini si ebbe una revisione generale con l'emanazione del R.D. 30 gennaio 1941 n. 12.

### La riforme degli anni 1990 e la soppressione delle preture
Negli anni 1990, successivamente ad interventi frammentari, dovuti a situazioni contingenti ed emergenziali, si è provveduto all'istituzione di nuove figure giurisdizionali; come ad esempio della figura del giudice di pace nel 1991, e dopo le bombe del 1992-1993 la maggiore novità fu la creazione della direzione nazionale antimafia della direzione distrettuale antimafia, 
nonché del procuratore nazionale antimafia, in seguito alla strage di Capaci e alla strage di via d'Amelio in cui persero la vita rispettivamente i magistrati Giovanni Falcone e Paolo Borsellino.
Con l'emanazione del d.lgs. 19 febbraio 1998, n. 52 - avvenuta ai sensi della legge delega legge 16 luglio 1997, n. 254 - venne sancita l'abolizione dell'ufficio del pretore, e si razionalizzò ulteriormente la struttura ordinamentale periferica della giustizia in Italia dando, altresì, delega al Governo di ridisegnare le circoscrizioni dei tribunali maggiori e la creazione di nuovi tribunali metropolitani. In attuazione delle deleghe venne emanato il d.lgs 3 dicembre 1999 n. 491 che, tra l'altro, istituì due nuovi tribunali presso Tivoli e Giugliano in Campania e procedette alla revisione dei circondari di Milano, Roma, Napoli, Palermo e Torino.

### La riforma del 2012 delle circoscrizioni giudiziarie

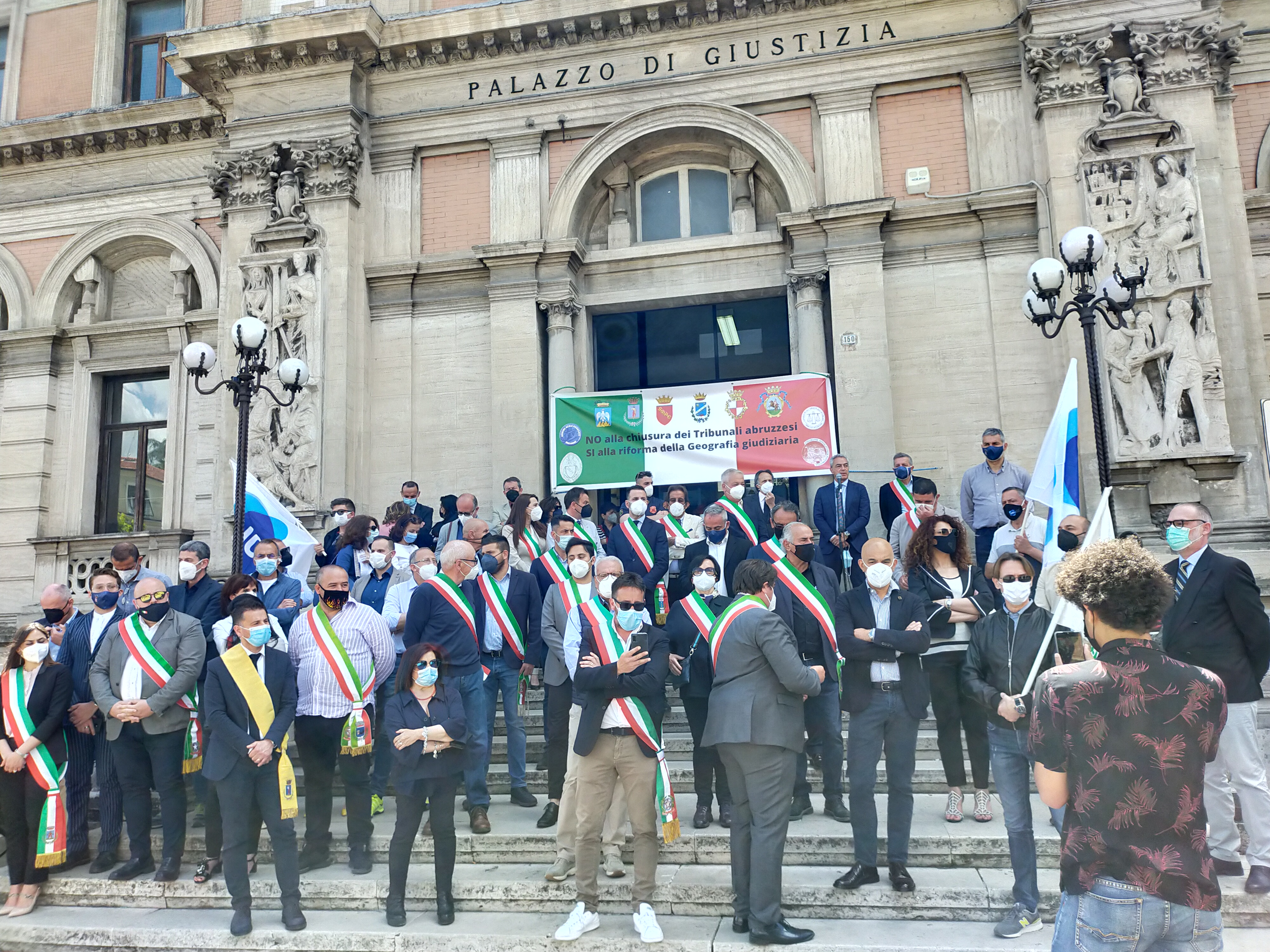
Manifestazione per la salvaguardia del tribunale di Avezzano nel 2021.

Negli anni 2000 seguirono poi la legge 18 agosto 2000 n. 237 concernente la ridefinizione della competenza territoriale dei tribunali di Bergamo, Como e Lecco ed il d.lgs 14 maggio 2001 n. 211 relativo alla revisione dei circondari di Ascoli Piceno e di Taranto.
I decreti legislativi del 7 settembre 2012 nn. 155 e 156 hanno previsto la revisione delle circoscrizioni giudiziarie, in attuazione della delega conferita con il decreto legge 13 agosto 2011 n. 138, convertito in legge 14 settembre 2011 n. 148.
I decreti stabilirono:
- la soppressione di 31 sedi di tribunale e delle relative procure della Repubblica (Acqui Terme; Alba; Ariano Irpino; Avezzano[3]; Bassano del Grappa; Camerino; Casale Monferrato; Chiavari; Crema; Lanciano[3]; Lucera; Melfi; Mistretta; Modica; Mondovì; Montepulciano; Nicosia; Orvieto; Pinerolo; Rossano; Sala Consilina; Saluzzo; Sanremo; Sant'Angelo dei Lombardi; Sulmona[3]; Tolmezzo; Tortona; Urbino[4]; Vasto[3]; Vigevano; Voghera);
- l'istituzione del nuovo tribunale di Napoli nord[5] con sede nella città di Aversa[6] (in realtà nuova denominazione del tribunale istituito nella città di Giugliano in Campania,[7] ma mai effettivamente operativo);
- la soppressione di tutte le 220 sezioni distaccate di tribunale esistenti sul territorio nazionale;
- la soppressione di 667 sedi di giudice di pace.

La soppressione delle sedi e delle sezioni distaccate di tribunale è divenuta operativa dal 13 settembre 2013 (ad eccezione del Tribunale di Urbino, la cui soppressione è stata dichiarata incostituzionale con sentenza della Corte costituzionale n. 237/2013, perché il governo italiano nell'adottare il decreto legislativo aveva ecceduto la delega ricevuta dal Parlamento, in quanto all'epoca Urbino era capoluogo, insieme a Pesaro, della provincia di Pesaro e Urbino). Contestualmente, è stata autorizzata dal Ministero della Giustizia - per un ulteriore anno, fino al 13 settembre 2014 – la trattazione dei procedimenti civili ordinari e delle controversie in materia di lavoro, di previdenza e assistenza obbligatoria pendenti alla data del 13 settembre 2013 presso otto sedi soppresse di tribunale: sedi con un numero di abitanti superiore a 180.000 e sedi con una sopravvenienza media annuale di 6.874 affari. In relazione al primo parametro sono stati individuati i tribunali di Alba, Bassano del Grappa, Pinerolo e Vigevano; con riferimento al parametro della domanda di giustizia sono stati individuati i tribunali di Chiavari, Lucera, Rossano e Sanremo. Inoltre presso il Tribunale di Rossano si svolgeranno anche i dibattimenti penali relativi ai procedimenti pendenti alla data del 13 settembre 2013. I tribunali abruzzesi di Avezzano, Sulmona, Lanciano e Vasto, in seguito alle emergenze sisma che nel 2009 e nel biennio 2016-2017 hanno colpito l'Abruzzo e l'Italia centrale, sono rimasti aperti in regime di prorogatio.
Il decreto legislativo n. 156/2012 diede la possibilità, per gli enti locali interessati, di chiedere il mantenimento degli uffici, anche con accorpamenti, facendosi integralmente carico delle spese di funzionamento e di erogazione del servizio giustizia nelle relative sedi, ivi incluso il fabbisogno di personale amministrativo che sarà messo a disposizione dagli enti medesimi, affermando contestualmente però anche, qualora l'ente non rispetti gli impegni relativi alle spese ed al personale amministrativo per un periodo superiore ad anno, la soppressione dell'ufficio interessato.

### Il progetto di riforma del 2022
Alla fine del 2021 il dibattito politico trattò il tema di una possibile riforma dell'ordinamento, l'anno precedente i partiti M5s, Lega e Forza Italia avevano domandato che rimanesse in vigore l’impianto della legge Bonafede. Il giorno 11 febbraio 2022 il Consiglio dei Ministri ha approvato la riforma dell'ordinamento giudiziario. Tra i punti della riforma figurano la riforma del Consiglio Superiore della Magistratura, la possibilità per l'accesso alla magistratura italiana del solo requisito della laurea, l'introduzione di un sistema di valutazione dei magistrati di carriera e modifiche al meccanismo delle "porte girevoli“, ovvero il ritorno alle funzioni giudiziarie dei magistrati che entrano in politica.

## Organizzazione

### Articolazione territoriale degli organi
Il territorio statale è diviso in varie circoscrizioni giudiziarie ognuna delle quali fa capo ad una Corte d'appello, vi sono in totale ventisei Corti e tre sezioni staccate, queste ultime dette distretto giudiziario; presso le circoscrizioni sede di Corte vi è una Direzione Distrettuale Antimafia e vi possono poi essere una o più Corti d'Assise, generalmente nel capoluogo di provincia o di regione.
Le suddette Corti a loro volta raccordano 165 circondari di tribunale ordinario - il cui ambito territoriale è detto circondario - presso ciascuno dei quali vi è una Procura della Repubblica. Le sezioni staccate di Corte d'appello, sono: Bolzano, sezione distaccata della Corte d'appello di Trento; Sassari, sezione distaccata della Corte d'appello di Cagliari; Taranto, sezione distaccata della Corte d'appello di Lecce. L'organizzazione territoriale in distretti di corte d'appello e circondari di tribunale non è basata o comunque sempre coincidente con le circoscrizioni regionali e provinciali. Tutti i capoluoghi di regione hanno una sede di Corte di appello, esclusa Aosta, e tutte le province (tranne la provincia del Sud Sardegna) sono dotate di almeno un tribunale. Per quanto concerne le procure ordinarie la circoscrizione è quella del tribunale ordinario cui afferiscono, così come per le procure distrettuali antimafia, la cui circoscrizione è rappresentata dal distretto della Corte d'appello. Per la Corte suprema di cassazione e per la Procura nazionale anfimafia la competenza sarà su tutto il territorio nazionale. 
In base alle revisioni succedutesi, le circoscrizioni sono state più volte modificate al fine di renderle omogenee alle province; come ad esempio nel caso del Tribunale di Massa, città capoluogo della Toscana, che afferisce alla Corte d'appello di Genova, in Liguria. Anche la Corte di appello di Roma e il Tribunale di Cassino (nel Lazio) estendono la propria competenza ad alcuni comuni della Provincia di Caserta in Campania, così come la Corte di appello di Trieste e il Tribunale di Pordenone (nel Friuli-Venezia Giulia) estendono la propria competenza a 11 comuni della provincia di Venezia nel Veneto. Parimenti La Corte d'appello di Venezia e il Tribunale di Belluno (nel Veneto) estendono la propria competenza ad un comune (Erto e Casso) della provincia di Pordenone nel Friuli-Venezia Giulia; la Corte d'appello di Ancona e il Tribunale di Ascoli Piceno (nelle Marche) estendono la propria competenza ad un comune (Valle Castellana) della provincia di Teramo in Abruzzo; la Corte d'appello di Potenza e il Tribunale di Lagonegro (in Basilicata) estendono la propria competenza a 28 comuni della provincia di Salerno in Campania.
Vi sono infine alcuni circondari giudiziari che comprendono comuni afferenti a province diverse, come pure una provincia sprovvista di sede di tribunale nel proprio territorio (Sud Sardegna). Inoltre, non tutti i capoluoghi di provincia sono sedi di tribunale: non lo sono ad esempio Caserta (che afferisce al tribunale di Santa Maria Capua Vetere), Cesena (afferente al tribunale di Forlì), Carrara (afferente al tribunale di Massa), Barletta e Andria (afferenti al tribunale di Trani) e Carbonia (afferente al tribunale di Cagliari).

### Struttura degli uffici giudiziari
L’organizzazione ed il funzionamento degli uffici giudiziari sono stabiliti in linea generale dal regio decreto del 30 gennaio 1941, n. 12 nel rispetto dei principi giuridici fondamentali di imparzialità e buon andamento previsti dall’art. 97 della Costituzione della Repubblica Italiana, nonché del principio di indipendenza e di precostituzione per legge del giudice di cui all’art. 25 Cost.. La disciplina dell’ordinamento giudiziario è stata nel tempo adeguata al principio della doppia dirigenza: la legge 23 ottobre 1960 n. 1196 hanno sancito il generale potere di sorveglianza dei magistrati con funzioni dirigenziali degli uffici sul personale amministrativo addetto agli stessi; successivamente il decreto legislativo 3 febbraio 1993, n. 29 ha previsto la figura del dirigente amministrativo, al quale è stato attribuito il compito di dirigere e gestire le risorse umane e finanziarie. 
Il decreto legislativo 25 luglio 2006, n. 240 ha successivamente distinto le funzioni del dirigente amministrativo da quelle del magistrato capo dell’ufficio giudiziario, conferendo a quest’ultimo, in primo luogo, la titolarità e la rappresentanza dell’ufficio, nei rapporti con enti istituzionali e con i rappresentanti degli altri uffici giudiziari. Altri istituti, come la mobilità temporanea e la supplenza possono essere regolati da circolare del Ministero della Giustizia.
L'organizzazione funzionale dei singoli uffici è invece stabilita da atti interni che in linea generale stabiliscono:
- l’eventuale ripartizione in sezioni dell’ufficio;
- la destinazione dei magistrati e dei presidenti alle singole sezioni;
- la designazione dei magistrati con funzione direttiva in un tribunale ordinario dove non sono previsti posti di presidente di sezione;
- la formazione dei collegi giudicanti;
- la reperibilità diurna e notturna dei magistrati;
- i criteri per l’assegnazione degli affari alle singole sezioni, ai singoli giudici e collegi.

### I soggetti
Appartengono all'ordine giudiziario, secondo l'art. 4 del R.D. 12/1941:
- i magistrati ordinari in tirocinio;
- i giudici dei tribunali e delle corti;
- i magistrati del pubblico ministero;
- i magistrati onorari (giudice di pace, giudici onorari di tribunale, vice procuratori onorari, giudici popolari, esperti del tribunale e della sezione di corte di appello per i minorenni);
- il cancelliere e il personale in servizio presso le cancellerie e segreterie giudiziarie.

Gli ufficiali giudiziari sono invece soggetti ausiliari.

## Ambito di giurisdizione

### Giurisdizione ordinaria

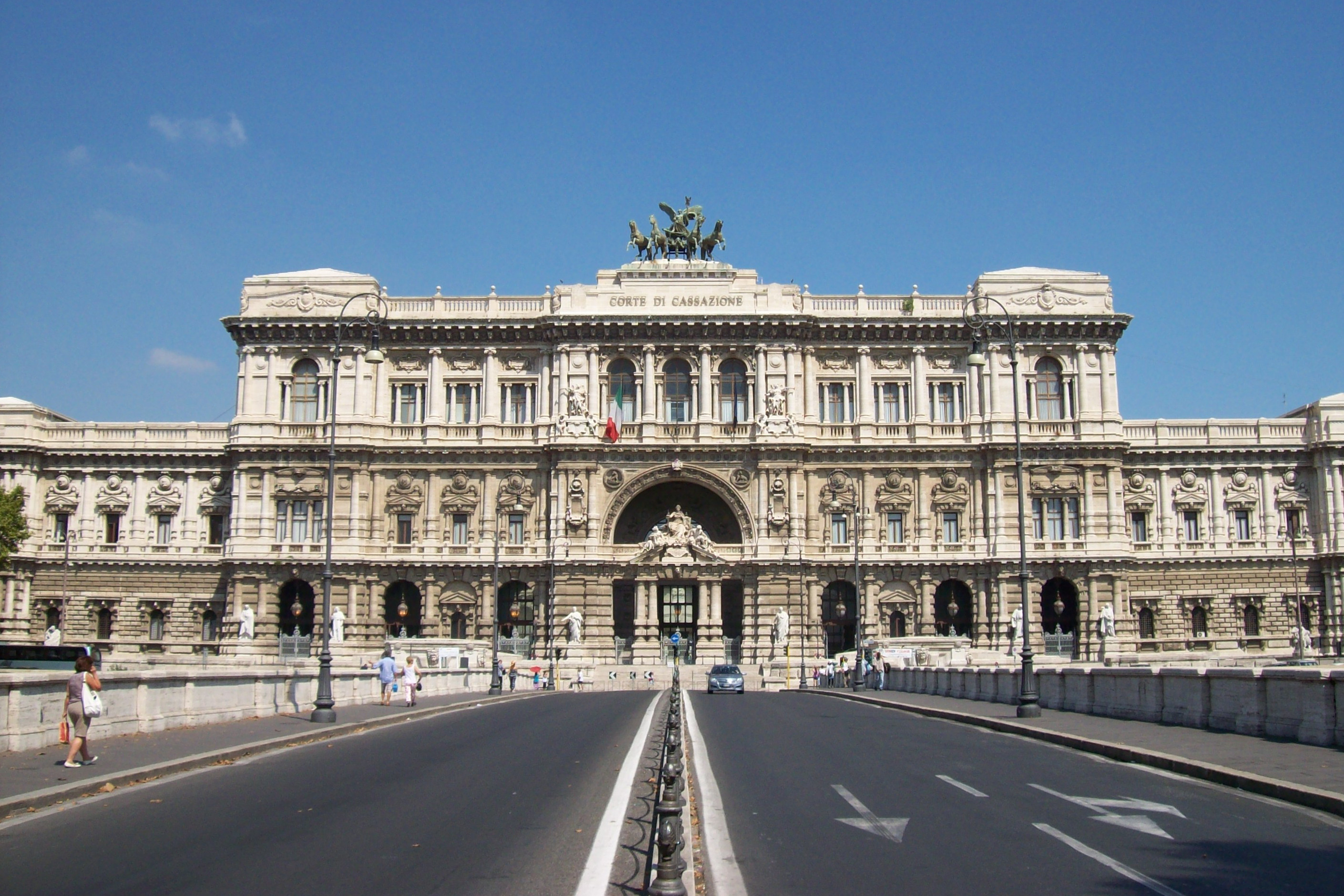
Il Palazzo di Giustizia, anche noto come Palazzaccio, sede della Corte di Cassazione, a Roma.

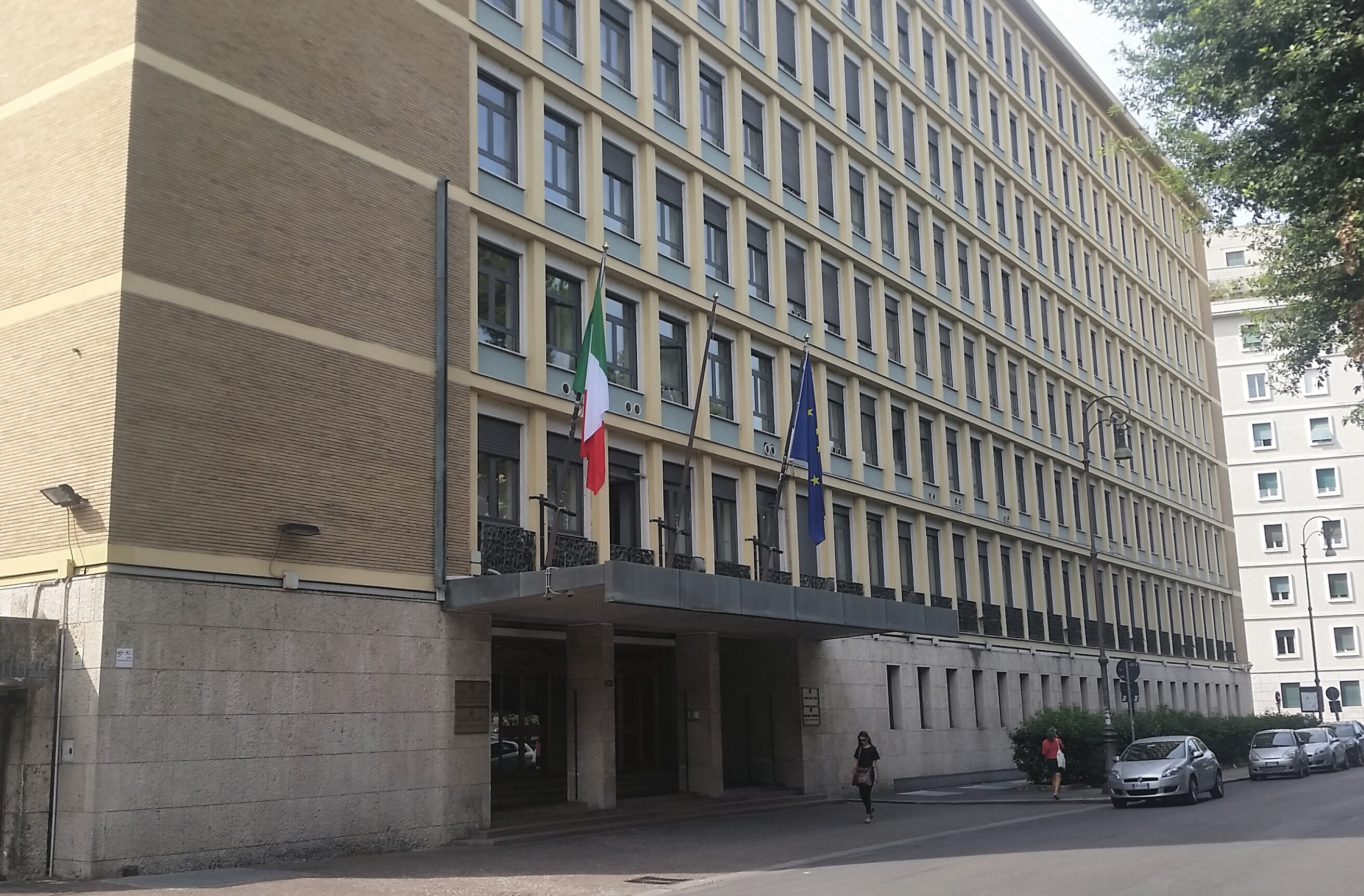
Sede della Corte dei conti

Per quanto concerne la magistratura giudicante ordinaria, sia in materia civile che penale, l'articolazione delle strutture è costituita dai seguenti uffici giudiziari:
- Giudice onorario di pace;
- Tribunale ordinario;
- Corte d'appello;
- Corte suprema di cassazione.

In materia penale tali strutture sono affiancate dai seguenti ulteriori uffici: 
- Corte d'assise;
- Corte d'assise d'appello;
- Tribunale di sorveglianza.

Per la magistratura inquirente le articolazioni sono rappresentate:
- dalle Procure della Repubblica presso i Tribunali ordinari;
- dalle Procure generali della Repubblica presso le Corti d'appello;
- dalle Direzioni distrettuali antimafia presso le Procure della Repubblica aventi sede nei capoluoghi di distretto di Corte di appello;
- dalla Procura generale della Repubblica presso la Corte Suprema di cassazione;
- dalla Direzione nazionale antimafia e antiterrorismo presso la Procura generale della Corte di cassazione.

### Giurisdizione speciale
Per quanto concerne le giurisdizioni speciali, quali quelle amministrative (il Consiglio di Stato e i tribunali amministrativi regionali, la Corte dei conti, il Tribunali delle acque pubbliche, il Tribunale Regionale delle acque pubbliche e i commissari agli usi civici), quella tributaria (le commissioni tributarie) e quella penale militare (i tribunali militari per quanto riguarda l'ordinamento giudiziario militare italiano), valgono delle circoscrizioni e delle normative diverse.

## Distribuzione territoriale degli uffici
Nella seguente tabella sono riportate le sedi delle corti di appello e sono elencati i relativi tribunali (circondari), con la sigla della provincia quando non siano capoluogo:
| N°  | Corte di appello (distretto)                         | Tribunale (circondario)                  | Sezioni distaccate (soppresse dal 13 settembre 2013)                                  | Altre città (capoluoghi e città >50.000 ab.) | Province servite | Regione                       | Popolazione servita | Note |
| --- | ---------------------------------------------------- | ---------------------------------------- | ------------------------------------------------------------------------------------- | -------------------------------------------- | ---------------- | ----------------------------- | ------------------- | --- |
| 1   | Ancona                                               | Ancona                                   | Fabriano, Jesi, Osimo, Senigallia                                                     |                                              | AN               | Marche                        |                     | |
| 2   | Ancona                                               | Ascoli Piceno                            | San Benedetto del Tronto                                                              |                                              | AP, TE           | Marche, Abruzzo               | 186.175             | |
| 3   | Ancona                                               | Fermo                                    | Sant'Elpidio a Mare                                                                   |                                              | FM               | Marche                        | 206.402             | |
| 4   | Ancona                                               | Macerata                                 | Civitanova Marche                                                                     |                                              | MC               | Marche                        | 330.588             | Ha accorpato il Tribunale soppresso di Camerino |
| 5   | Ancona                                               | Pesaro                                   | Fano                                                                                  | Fano                                         | PU               | Marche                        |                     | |
| 6   | Ancona                                               | Urbino (PU)                              |                                                                                       |                                              | PU               | Marche                        |                     | |
| 7   | Bari                                                 | Bari                                     | Acquaviva delle Fonti, Altamura, Bitonto, Modugno, Monopoli, Putignano, Rutigliano    | Altamura, Bitonto                            | BA               | Puglia                        | 1.112.254           | |
| 8   | Bari                                                 | Foggia                                   | Cerignola, Manfredonia, San Severo, Trinitapoli                                       | Cerignola, Manfredonia, San Severo           | FG               | Puglia                        | 695.667             | Ha accorpato il Tribunale soppresso di Lucera (e le sezioni distaccate di Apricena e Rodi Garganico)                                                                                                  |
| 9   | Bari                                                 | Trani                                    | Andria, Barletta, Canosa di Puglia, Molfetta, Ruvo di Puglia                          | Andria, Barletta, Molfetta, Bisceglie        | BAT, BA          | Puglia                        |                     | |
| 10  | Bologna                                              | Bologna                                  | Imola, Porretta Terme                                                                 | Imola                                        | BO               | Emilia-Romagna                |                     | |
| 11  | Bologna                                              | Ferrara                                  |                                                                                       |                                              | FE               | Emilia-Romagna                | 370.489             | |
| 12  | Bologna                                              | Forlì                                    | Cesena                                                                                | Cesena                                       | FC               | Emilia-Romagna                | 399.277             | |
| 13  | Bologna                                              | Modena                                   | Carpi, Pavullo nel Frignano, Sassuolo                                                 | Carpi                                        | MO               | Emilia-Romagna                | 702.281             | |
| 14  | Bologna                                              | Parma                                    | Fidenza                                                                               |                                              | PR               | Emilia-Romagna                |                     | |
| 15  | Bologna                                              | Piacenza                                 |                                                                                       |                                              | PC               | Emilia-Romagna                |                     | |
| 16  | Bologna                                              | Ravenna                                  | Faenza, Lugo                                                                          | Faenza                                       | RA               | Emilia-Romagna                |                     | |
| 17  | Bologna                                              | Reggio Emilia                            | Guastalla                                                                             |                                              | RE               | Emilia-Romagna                |                     | |
| 18  | Bologna                                              | Rimini                                   |                                                                                       |                                              | RN               | Emilia-Romagna                |                     | |
| 19  | Brescia                                              | Bergamo                                  | Clusone, Grumello del Monte, Treviglio                                                |                                              | BG               | Lombardia                     |                     | |
| 20  | Brescia                                              | Brescia                                  | Breno, Salò                                                                           |                                              | BS               | Lombardia                     |                     | |
| 21  | Brescia                                              | Cremona                                  |                                                                                       |                                              | CR               | Lombardia                     |                     | Ha accorpato il Tribunale soppresso di Crema |
| 22  | Brescia                                              | Mantova                                  | Castiglione delle Stiviere                                                            |                                              | MN               | Lombardia                     | 419.508             | |
| 23  | Cagliari                                             | Cagliari                                 | Carbonia, Iglesias, Sanluri                                                           | Quartu Sant'Elena, Carbonia                  | CA               | Sardegna                      |                     | |
| 24  | Cagliari                                             | Lanusei (NU)                             |                                                                                       |                                              | NU               | Sardegna                      | 61.915              | |
| 25  | Cagliari                                             | Oristano                                 | Macomer, Sorgono                                                                      |                                              | OR, NU           | Sardegna                      |                     | |
| 26  | Cagliari (sez. stacc. di Sassari)                    | Nuoro                                    |                                                                                       |                                              | NU               | Sardegna                      |                     | |
| 27  | Cagliari (sez. stacc. di Sassari)                    | Sassari                                  | Alghero                                                                               |                                              | SS               | Sardegna                      |                     | |
| 28  | Cagliari (sez. stacc. di Sassari)                    | Tempio Pausania (SS)                     | La Maddalena, Olbia                                                                   | Olbia                                        | SS               | Sardegna                      |                     | |
| 29  | Caltanissetta                                        | Caltanissetta                            |                                                                                       |                                              | CL               | Sicilia                       |                     | |
| 30  | Caltanissetta                                        | Enna                                     |                                                                                       |                                              | EN               | Sicilia                       | 180.871             | Ha accorpato il Tribunale soppresso di Nicosia |
| 31  | Caltanissetta                                        | Gela (CL)                                |                                                                                       |                                              | CL               | Sicilia                       | 122.441             | |
| 32  | Campobasso                                           | Campobasso                               |                                                                                       |                                              | CB               | Molise                        |                     | |
| 33  | Campobasso                                           | Isernia                                  |                                                                                       |                                              | IS               | Molise                        | 91.320              | |
| 34  | Campobasso                                           | Larino (CB)                              | Termoli                                                                               |                                              | CB               | Molise                        | 102.434             | |
| 35  | Catania                                              | Caltagirone (CT)                         | Grammichele                                                                           |                                              | CT               | Sicilia                       |                     | |
| 36  | Catania                                              | Catania                                  | Acireale, Adrano, Belpasso, Bronte, Giarre, Mascalucia, Paternò                       | Acireale                                     | CT               | Sicilia                       | 950.727             | |
| 37  | Catania                                              | Ragusa                                   | Vittoria                                                                              | Vittoria                                     | RG               | Sicilia                       |                     | Ha accorpato il Tribunale soppresso di Modica |
| 38  | Catania                                              | Siracusa                                 | Augusta, Avola, Lentini                                                               |                                              | SR               | Sicilia                       |                     | |
| 39  | Catanzaro                                            | Castrovillari (CS)                       |                                                                                       |                                              | CS               | Calabria                      |                     | Ha accorpato il Tribunale soppresso di Rossano |
| 40  | Catanzaro                                            | Catanzaro                                | Chiaravalle Centrale                                                                  |                                              | CZ               | Calabria                      |                     | |
| 41  | Catanzaro                                            | Cosenza                                  | Acri, San Marco Argentano                                                             |                                              | CS               | Calabria                      |                     | |
| 42  | Catanzaro                                            | Crotone                                  | Strongoli                                                                             |                                              | KR               | Calabria                      |                     | |
| 43  | Catanzaro                                            | Lamezia Terme (CZ)                       |                                                                                       |                                              | CZ, VV           | Calabria                      | 138.842             | |
| 44  | Catanzaro                                            | Paola (CS)                               | Scalea                                                                                |                                              | CS               | Calabria                      |                     | |
| 45  | Catanzaro                                            | Vibo Valentia                            | Tropea                                                                                |                                              | VV               | Calabria                      |                     | |
| 46  | Firenze                                              | Arezzo                                   | Montevarchi, Sansepolcro                                                              |                                              | AR               | Toscana                       | 314.564             | |
| 47  | Firenze                                              | Firenze                                  | Empoli, Pontassieve                                                                   |                                              | FI               | Toscana                       | 952.578             | |
| 48  | Firenze                                              | Grosseto                                 | Orbetello                                                                             |                                              | GR               | Toscana                       | 227.690             | |
| 49  | Firenze                                              | Livorno                                  | Cecina, Piombino, Portoferraio                                                        |                                              | LI, PI           | Toscana                       | 355.124             | |
| 50  | Firenze                                              | Lucca                                    | Viareggio                                                                             | Viareggio                                    | LU               | Toscana                       | 400.433             | |
| 51  | Firenze                                              | Pisa                                     | Pontedera                                                                             |                                              | PI               | Toscana                       | 415.325             | |
| 52  | Firenze                                              | Pistoia                                  | Monsummano Terme, Pescia                                                              |                                              | PT               | Toscana                       |                     | |
| 53  | Firenze                                              | Prato                                    |                                                                                       |                                              | PO               | Toscana                       |                     | |
| 54  | Firenze                                              | Siena                                    | Poggibonsi                                                                            |                                              | SI               | Toscana                       |                     | Ha accorpato il Tribunale soppresso di Montepulciano |
| 55  | Genova                                               | Genova                                   |                                                                                       |                                              | GE               | Liguria                       | 891.990             | Ha accorpato il Tribunale soppresso di Chiavari |
| 56  | Genova                                               | Imperia                                  |                                                                                       | Sanremo                                      | IM               | Liguria                       | 222.246             | Ha accorpato il Tribunale soppresso di Sanremo (e la sezione distaccata di Ventimiglia) |
| 57  | Genova                                               | La Spezia                                | Sarzana                                                                               |                                              | SP               | Liguria                       | 224.623             | |
| 58  | Genova                                               | Massa                                    | Carrara, Pontremoli                                                                   | Carrara                                      | MS               | Toscana                       |                     | |
| 59  | Genova                                               | Savona                                   | Albenga                                                                               |                                              | SV               | Liguria                       |                     | |
| 60  | L'Aquila                                             | Chieti                                   | Ortona                                                                                |                                              | CH               | Abruzzo                       |                     | Ha accorpato i Tribunali soppressi di Lanciano (e la sezione distaccata di Atessa) e Vasto |
| 61  | L'Aquila                                             | L'Aquila                                 |                                                                                       |                                              | AQ               | Abruzzo                       | 309.400             | Ha accorpato i Tribunali soppressi di Avezzano e Sulmona |
| 62  | L'Aquila                                             | Pescara                                  | Penne, San Valentino in Abruzzo Citeriore                                             | Montesilvano                                 | PE               | Abruzzo                       |                     | |
| 63  | L'Aquila                                             | Teramo                                   | Atri, Giulianova                                                                      |                                              | TE               | Abruzzo                       |                     | |
| 64  | Lecce                                                | Brindisi                                 | Fasano, Francavilla Fontana, Mesagne, Ostuni                                          |                                              | BR               | Puglia                        |                     | |
| 65  | Lecce                                                | Lecce                                    | Campi Salentina, Casarano, Galatina, Gallipoli, Maglie, Nardò, Tricase                |                                              | LE               | Puglia                        | 820.005             | |
| 66  | Lecce (sez.stacc. di Taranto)                        | Taranto                                  | Ginosa, Grottaglie, Manduria, Martina Franca                                          |                                              | TA               | Puglia                        |                     | |
| 67  | Messina                                              | Barcellona Pozzo di Gotto (ME)           | Lipari, Milazzo                                                                       |                                              | ME               | Sicilia                       |                     | |
| 68  | Messina                                              | Messina                                  | Taormina                                                                              |                                              | ME               | Sicilia                       |                     | |
| 69  | Messina                                              | Patti (ME)                               | Sant'Agata di Militello                                                               |                                              | ME               | Sicilia                       |                     | Ha accorpato il Tribunale soppresso di Mistretta |
| 70  | Milano                                               | Busto Arsizio (VA)                       | Gallarate, Saronno                                                                    | Gallarate                                    | VA, MI           | Lombardia                     | 677.310             | |
| 71  | Milano                                               | Como                                     | Cantù, Erba, Menaggio                                                                 |                                              | CO               | Lombardia                     | 586.735             | |
| 72  | Milano                                               | Lecco                                    |                                                                                       |                                              | LC               | Lombardia                     | 336.310             | |
| 73  | Milano                                               | Lodi                                     |                                                                                       |                                              | LO               | Lombardia                     | 342.035             | |
| 74  | Milano                                               | Milano                                   | Cassano d'Adda, Legnano, Rho                                                          |                                              | MI               | Lombardia                     | 2.316.180           | |
| 75  | Milano                                               | Monza                                    | Desio                                                                                 |                                              | MB, MI           | Lombardia                     | 1.109.612           | |
| 76  | Milano                                               | Pavia                                    |                                                                                       |                                              | PV, MI           | Lombardia                     | 654.826             | Ha accorpato i Tribunali soppresso di Vigevano (e la sezione distaccata di Abbiategrasso) e Voghera                                                                                                   |
| 77  | Milano                                               | Sondrio                                  | Morbegno                                                                              |                                              | SO               | Lombardia                     | 180.814             | |
| 78  | Milano                                               | Varese                                   | Luino                                                                                 |                                              | VA               | Lombardia                     | 410.049             | |
| 79  | Napoli                                               | Avellino                                 | Cervinara                                                                             |                                              | AV               | Campania                      |                     | Ha accorpato il Tribunale soppresso di Sant'Angelo dei Lombardi |
| 80  | Napoli                                               | Benevento                                | Airola, Guardia Sanframondi                                                           |                                              | BN, AV           | Campania                      |                     | Ha accorpato il Tribunale soppresso di Ariano Irpino |
| 81  | Napoli                                               | Napoli                                   | Afragola, Casoria, Capri, Frattamaggiore, Ischia, Marano di Napoli, Portici, Pozzuoli |                                              | NA               | Campania                      | 2.124.159           | |
| 82  | Napoli                                               | Napoli Nord (localizzato in Aversa (CE)) |                                                                                       |                                              | NA, CE           | Campania                      |                     | Tribunale operativo dal 13 settembre 2013 con sede ad Aversa (CE) competente per i comuni del circondario nord della provincia di Napoli, oltre i comuni e dell'agro aversano in provincia di Caserta |
| 83  | Napoli                                               | Nola (NA)                                |                                                                                       |                                              | NA               | Campania                      | 515.024             | |
| 84  | Napoli                                               | Santa Maria Capua Vetere (CE)            | Carinola, Caserta, Marcianise, Piedimonte Matese                                      |                                              | CE               | Campania                      |                     | |
| 85  | Napoli                                               | Torre Annunziata (NA)                    | Castellammare di Stabia, Gragnano, Sorrento, Torre del Greco                          |                                              | NA               | Campania                      |                     | |
| 86  | Palermo                                              | Agrigento                                | Canicattì, Licata                                                                     |                                              | AG               | Sicilia                       |                     | |
| 87  | Palermo                                              | Marsala (TP)                             | Castelvetrano, Mazara del Vallo, Partanna                                             |                                              | TP               | Sicilia                       |                     | |
| 88  | Palermo                                              | Palermo                                  | Bagheria, Carini, Monreale, Partinico                                                 |                                              | PA               | Sicilia                       | 901.149             | |
| 89  | Palermo                                              | Sciacca (AG)                             |                                                                                       |                                              | AG               | Sicilia                       | 122.311             | |
| 90  | Palermo                                              | Termini Imerese (PA)                     | Cefalù, Corleone                                                                      |                                              | PA               | Sicilia                       |                     | |
| 91  | Palermo                                              | Trapani                                  | Alcamo                                                                                |                                              | TP               | Sicilia                       |                     | |
| 92  | Perugia                                              | Perugia                                  | Assisi, Città di Castello, Foligno, Gubbio, Todi                                      |                                              | PG               | Umbria                        |                     | |
| 93  | Perugia                                              | Spoleto (PG)                             |                                                                                       |                                              | PG               | Umbria                        |                     | |
| 94  | Perugia                                              | Terni                                    |                                                                                       |                                              | TR               | Umbria                        |                     | Ha accorpato il Tribunale soppresso di Orvieto |
| 95  | Potenza                                              | Lagonegro (PZ)                           |                                                                                       |                                              | PZ, SA           | Basilicata, Campania          | 176.879             | Ha accorpato il Tribunale soppresso di Sala Consilina (e la sezione distaccata di Sapri) |
| 96  | Potenza                                              | Matera                                   | Pisticci                                                                              |                                              | MT               | Basilicata                    |                     | |
| 97  | Potenza                                              | Potenza                                  |                                                                                       |                                              | PZ               | Basilicata                    | 211.599             | Ha accorpato il Tribunale soppresso di Melfi |
| 98  | Reggio Calabria                                      | Locri (RC)                               | Siderno                                                                               |                                              | RC               | Calabria                      | 130.475             | |
| 99  | Reggio Calabria                                      | Palmi (RC)                               | Cinquefrondi                                                                          |                                              | RC               | Calabria                      |                     | |
| 100 | Reggio Calabria                                      | Reggio Calabria                          | Melito di Porto Salvo                                                                 |                                              | RC               | Calabria                      |                     | |
| 101 | Roma                                                 | Cassino (FR)                             | Sora, Gaeta                                                                           |                                              | FR, CE, LT       | Lazio, Campania               | 327.799             | Ha accorpato da Latina la sezione distaccata di Gaeta |
| 102 | Roma                                                 | Civitavecchia (RM)                       | Bracciano                                                                             |                                              | RM, VT           | Lazio                         |                     | |
| 103 | Roma                                                 | Frosinone                                | Alatri, Anagni                                                                        |                                              | FR               | Lazio                         | 289.260             | |
| 104 | Roma                                                 | Latina                                   | Terracina                                                                             |                                              | LT               | Lazio                         | 463.779             | |
| 105 | Roma                                                 | Rieti                                    | Poggio Mirteto                                                                        |                                              | RI, RM           | Lazio                         |                     | |
| 106 | Roma                                                 | Roma                                     | Ostia (circoscrizione del Municipio XIII)                                             |                                              | RM               | Lazio                         | 2.684.140           | |
| 107 | Roma                                                 | Tivoli (RM)                              | Castelnuovo di Porto, Palestrina                                                      |                                              | RM, RI           | Lazio                         |                     | |
| 108 | Roma                                                 | Velletri (RM)                            | Albano Laziale, Anzio, Frascati                                                       |                                              | RM               | Lazio                         |                     | |
| 109 | Roma                                                 | Viterbo                                  | Civita Castellana, Montefiascone                                                      |                                              | VT               | Lazio                         | 262.750             | |
| 110 | Salerno                                              | Nocera Inferiore (SA)                    |                                                                                       |                                              | SA               | Campania                      |                     | |
| 111 | Salerno                                              | Salerno                                  | Amalfi, Cava dei Tirreni, Eboli, Mercato San Severino, Montecorvino Rovella           |                                              | SA               | Campania                      |                     | |
| 112 | Salerno                                              | Vallo della Lucania (SA)                 |                                                                                       |                                              | SA               | Campania                      |                     | |
| 113 | Torino                                               | Alessandria                              | Novi Ligure                                                                           |                                              | AL, AT           | Piemonte                      |                     | Ha accorpato i Tribunali soppressi di Acqui Terme, e Tortona |
| 114 | Torino                                               | Aosta/Aoste                              |                                                                                       |                                              | AO               | Valle d'Aosta                 |                     | |
| 115 | Torino                                               | Asti                                     |                                                                                       |                                              | AT, CN           | Piemonte                      |                     | Ha accorpato il Tribunale soppresso di Alba (e la sezione distaccata di Bra) |
| 116 | Torino                                               | Biella                                   |                                                                                       |                                              | BI               | Piemonte                      |                     | |
| 117 | Torino                                               | Cuneo                                    |                                                                                       |                                              | CN               | Piemonte                      | 425.535             | Ha accorpato i Tribunali soppressi di Mondovì e Saluzzo |
| 118 | Torino                                               | Ivrea (TO)                               |                                                                                       |                                              | TO               | Piemonte                      | 521.025             | |
| 119 | Torino                                               | Novara                                   | Borgomanero                                                                           |                                              | NO               | Piemonte                      |                     | |
| 120 | Torino                                               | Torino                                   | Chivasso, Cirié, Moncalieri, Susa                                                     |                                              | TO               | Piemonte                      |                     | Ha accorpato il Tribunale soppresso di Pinerolo |
| 121 | Torino                                               | Verbania                                 | Domodossola                                                                           |                                              | VB, NO           | Piemonte                      |                     | |
| 122 | Torino                                               | Vercelli                                 | Varallo                                                                               |                                              | VC, BI, AL       | Piemonte                      |                     | Ha accorpato il Tribunale soppresso di Casale Monferrato |
| 123 | Trento                                               | Rovereto (TN)                            |                                                                                       |                                              | TN, BS           | Trentino-Alto Adige           | 142.095             | |
| 124 | Trento                                               | Trento                                   | Borgo Valsugana, Cavalese, Cles, Tione di Trento                                      |                                              | TN               | Trentino-Alto Adige           |                     | |
| 125 | Bolzano/Bozen (sez. dist. Corte d'appello di Trento) | Bolzano/Bozen                            | Bressanone/Brixen, Brunico/Bruneck, Merano/Meran, Silandro/Schlanders                 |                                              | BZ               | Trentino-Alto Adige           |                     | |
| 126 | Trieste                                              | Gorizia                                  |                                                                                       |                                              | GO               | Friuli-Venezia Giulia         | 144.617             | |
| 127 | Trieste                                              | Pordenone                                | Portogruaro, San Vito al Tagliamento                                                  |                                              | PN, UD, VE       | Friuli-Venezia Giulia, Veneto | 407.996             | |
| 128 | Trieste                                              | Trieste                                  |                                                                                       |                                              | TS               | Friuli-Venezia Giulia         |                     | |
| 129 | Trieste                                              | Udine                                    | Cividale del Friuli, Palmanova                                                        |                                              | UD, PN           | Friuli-Venezia Giulia         |                     | Ha accorpato il Tribunale soppresso di Tolmezzo |
| 130 | Venezia                                              | Belluno                                  | Pieve di Cadore                                                                       |                                              | BL, PN           | Veneto, Friuli-Venezia Giulia | 210.338             | |
| 131 | Venezia                                              | Padova                                   | Cittadella, Este                                                                      |                                              | PD               | Veneto                        | 832.352             | |
| 132 | Venezia                                              | Rovigo                                   | Adria                                                                                 |                                              | RO               | Veneto                        |                     | |
| 133 | Venezia                                              | Treviso                                  | Castelfranco Veneto, Conegliano, Montebelluna                                         |                                              | TV               | Veneto                        |                     | |
| 134 | Venezia                                              | Venezia                                  | Chioggia, Dolo, San Donà di Piave                                                     |                                              | VE               | Veneto                        |                     | |
| 135 | Venezia                                              | Verona                                   | Legnago, Soave                                                                        |                                              | VR               | Veneto                        |                     | Ha accorpato il Tribunale soppresso di Legnago e di Soave |
| 136 | Venezia                                              | Vicenza                                  | Schio                                                                                 |                                              | VI               | Veneto                        |                     | Ha accorpato il Tribunale soppresso di Bassano del Grappa |